# Маатаи, Вангари
Вангари Маатаи (англ. Wangari Maathai; 1 апреля 1940, Центральная провинция, колония Кения, Британская империя — 25 сентября 2011, Найроби, Кения) — кенийская общественная деятельница, лауреат Нобелевской премии мира за 2004 год.
При вручении премии Маатаи, Данбольт Мьес, возглавлявший тогда Нобелевский комитет, заявил, что она находилась «на переднем крае борьбы за экологически ориентированное социальное, экономическое и культурное развитие в Кении и Африке в целом».
Она активно боролась за установление демократии в Кении, совмещая работу в экологической области с политикой.

## Биография
Маатаи стала первой женщиной в Восточной и Центральной Африке, получившей степень доктора философии (в Университете Найроби). Была инициатором создания и главной вдохновительницей основанного в 1977 году общественного движения «Зеленый пояс». Организация занимается восстановлением уничтоженных лесов в Африке. Благодаря её деятельности удалось приостановить превращение африканских лесов в пустыню. Участниками движения «Зелёный пояс» за 25 лет своего существования было посажено более 30 миллионов деревьев на всём африканском континенте.
В 1984 году она получила премию «За правильный образ жизни» за «превращение кенийских экологических дебатов в массовые действия по восстановлению лесов».
Долгое время боролась за объединение оппозиции правящей партии Национальный союз африканцев Кении (КАНУ); ей это наконец удалось посредством левоцентристской Национальной радужной коалиции на выборах 2002 года. Была избрана в парламент. С 2003 по 2005 год заместитель министра окружающей среды и природных ресурсов Кении. Создала Партию зелёных Кении «Мазингира».
14 декабря 2009 года генеральный секретарь ООН Пан Ги Мун назначил Вангари Маатаи посланцем мира ООН. Ей было поручено заниматься вопросами изменения климата. 
Маатаи сделала важный вклад в развитие Женской организации по окружающей среде и развитию.
Как автор нескольких книг, Маатаи была не только активисткой, но и интеллектуалкой, которая внесла значительный вклад в размышления об экологии, развитии и гендере в соотношении с африканскими культурами и религиями.
Умерла от рака яичников.